# Die Antenne
Die Antenne (auch als Antenne Südtirol bezeichnet) ist ein privater Südtiroler Radiosender mit Sitz in Lana. Der Sender fokussiert sich mit seinem Musik- und Informationsprogramm auf die Zielgruppe der 14 bis 49 Jahre alten Hörer. Die Musikauswahl ist auf AC-formatierte Musik eingeschränkt. Eigens produzierte Nachrichten werden zur vollen und halben Stunde ausgestrahlt. Ergänzt werden diese Informationen im 15-Minuten-Takt durch Verkehrsinformationen und Radarmeldungen.

## Moderatoren
Für den Sender sind Hannelore Plunger, Renate Siegmund, Simon Waldner, David Gallmetzer und Petra Farkas als Moderatoren tätig.